# Adelajda Burgundska
Dama Adelajda (francuski Adélaïde; Alisa) (? – 8. travnja 1279.) bila je grofica Burgundije od 1248. do svoje smrti.
Bila je kći grofa Otona I. Meranijskog i njegove žene, gospe-grofice Beatrice II. Burgundske te je naslijedila svoga brata Otona III. Burgundskog. Bila je sestra Agneze.
Njezin je prvi muž bio Hugo III. Burgundski. Njihova su djeca bila:
- Oton IV. Burgundski
- Renaud Burgundski[2]
- Ivan
- Guia, žena Tome III. od Piedmonta
- Hugo
- Hipolita
- Elizabeta, žena Hartmana od Kyburga, majka kćeri Ane

Adelajda se također udala za Filipa I. Savojskog, ali nisu imali djece.